# Centaur Publications
Pour les articles homonymes, voir Centaur.

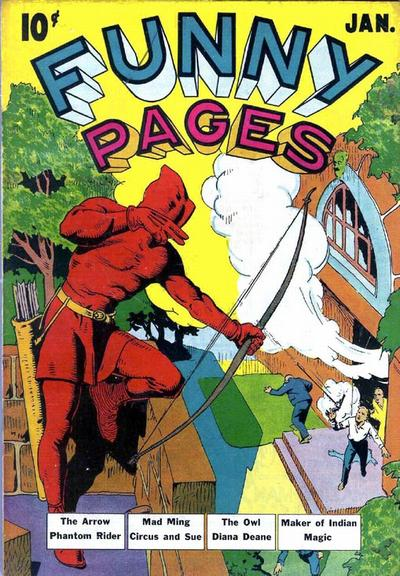
Couverture de Funny Pages vol 4, # 1 (janvier 1940), publié par Centaur Publications. Illustrations de Paul Gustavson.

Centaur Publications est une maison d'édition américaine fondée en 1933 par Joseph Hardie et Raymond Kelly. D'abord spécialisée dans les pulps, Centaur se lance en 1937 dans l'édition de comic book en rachetant les quatre titres publiés par Ultem Publications, éphémère maison d'édition créée quelques mois plus tôt. En 1939, Centaur lance Comics Corporation of America pour publier Amazing Man Comics. Malgré une grande créativité et un foisonnement de titres, Centaur rencontre des difficultés récurrentes de distribution qui, avec l'arrivée de la guerre, lui sont fatales. Comics Corporation of America continue cependant à publier des pulps dans les années suivantes.

## Comic books publiés
Les dates de parution indiquées sont les dates figurant en couverture. La date de sortie réelle en kiosque est inférieure de deux ou trois mois à cette date.
| Titre                                               | Nombre de numéros | Dates de parution | Notes |
| --------------------------------------------------- | ----------------- | ----------------- | --- |
| Funny Pages                                         | 26                | 03/1938-10/1940   | Titre précédemment publié par Ultem.                                                                                     |
| Funny Picture Stories puis Comic Pages              | 12 (9+3)          | 03/1938-12/1939   | Titre précédemment publié par Ultem.                                                                                     |
| Star Comics                                         | 14                | 03/1938-08/1939   | Titre précédemment publié par Ultem.                                                                                     |
| Star Ranger, Cowboy Comics puis Star Ranger Funnies | 11 (3+2+6)        | 03/1938-10/1939   | Titre précédemment publié par Ultem.                                                                                     |
| Keen Detective Funnies                              | 24                | 07/1938-09/1940   | |
| Little Giant Comics                                 | 4                 | 07/1938-02/1939   | |
| Amazing Mystery Funnies                             | 24                | 08/1938-09/1940   | |
| Uncle Joe's Funnies                                 | 1                 | 1938              | |
| Keen Comics                                         | 3                 | 05/1939-11/1939   | |
| Amazing Man Comics                                  | 22                | 09/1939-01/1942   | Publié sous l'identité Comics Corporation of America.                                                                    |
| Amazing Adventure Funnies                           | 2                 | 06/1940-09/1940   | |
| Fantoman                                            | 3                 | 08/1940-12/1940   | |
| Masked Marvel                                       | 3                 | 09/1940-12/1940   | |
| Super Spy                                           | 2                 | 10/1940-11/1940   | |
| The Arrow                                           | 3                 | 10/1940-10/1941   | Troisième numéro publié sous l'identité Comics Corporation of America / Centaur Publishing, dix mois après le précédent. |
| Detective Eye                                       | 2                 | 11/1940-12/1940   | |
| Wham Comics                                         | 2                 | 11/1940-12/1940   | |
| Stars and Stripes Comics                            | 5                 | 05/1941-12/1941   | Publié sous l'identité Comics Corporation of America.                                                                    |
| Liberty Scout Comics                                | 2                 | 06/1941-08/1941   | Poursuivi par Man of War Comics. Publié sous l'identité Comics Corporation of America.                                   |
| World Famous Heroes Magazine                        | 4                 | 10/1941-04/1942   | Publié sous l'identité Comics Corporation of America.                                                                    |
| Man of War Comics                                   | 2                 | 11/1941-01/1942   | Poursuit Liberty Scout Comics. Publié sous l'identité Comics Corporation of America.                                     |
| C-M-O Comics                                        | 2                 | 1942              | Publié sous l'identité Comics Corporation of America pour le Chicago Mail Order.                                         |

## Malibu Comicsen 1992
Tombant alors dans le domaine public, Malibu Comics fait ré-apparaitre quelques personnages de Centaur heroes comme la série The Protectors. Peu de personnages auront leur titre en propre.
AC Comics reprit aussi quelques personnages de Centaur dans des anthologies.

## Centaur Chronicles
En 2015, FG Productions, sous l'impulsion de Jean-Michel Ferragatti relance l'univers Centaur en rééditant quelques vieux épisodes et en en créant des nouveaux illustrés par Marti.
- 2016 : Centaur Chronicles – La renaissance
- 2018 : Centaur Chronicles – Les origines
- 2019 : Centaur Chronicles – L’adversité

## Documentation
- (en) Centaur Publications sur la Grand Comics Database.
- (en) Mike Benton, « Centaur Publishing », dans The Comics Book in America. An Illustrated History, Dallas : Taylor Publishing Company, 1989, p. 98.